# Asystasia albiflora
Asystasia albiflora är en akantusväxtart som beskrevs av Ensermu Kelbessa. Asystasia albiflora ingår i släktet Asystasia och familjen akantusväxter. Inga underarter finns listade i Catalogue of Life.